# James Henry Metcalfe
Pour les articles homonymes, voir James Metcalfe et Metcalfe.
James Henry Metcalfe (8 janvier 1848-1er janvier 1925) est un homme politique canadien de l'Ontario. Il est député fédéral libéral de la circonscription ontarienne de Kingston d'une élection partielle en 1892 à 1896.
Il est également député provincial conservateur de la circonscription ontarienne de Kingston de 1879 à 1892.

## Biographie
Né à Kingston dans le Haut-Canada, Metcalfe enseigne dans les écoles publiques de Kingston et devient par la suite encanteur. Il entame une carrière publique en siégeant pendant six ans au conseil municipal de Kingston.
Meltcalfe sert également comme Commissaire à l'immigration du Dominion dans le Territoire du Nord-Ouest et comme directeur du pénitencier de Kingston de 1896 à 1899.

## Résultats électoraux
Modèle:Élection partielle canadienne de 1902 — Kingston
Modèle:Élection partielle canadienne de 1892 — Kingston